# LIVE TOUR 2017 The ONES
『LIVE TOUR 2017 The ONES』（ライブ ツアー 2017 ザ ワンズ）は、2017年に開催されたV6のコンサートツアー及びその模様を収録した映像作品である。2018年3月14日にavex traxより発売。

## 概要
- 2017年8月にリリースされたオリジナル・アルバム「The ONES」を提げた自身2年振りの全国ツアー「V6 LIVE TOUR 2017 The ONES」（2017年8月11日-10月22日）から横浜アリーナ公演[1]を映像化したもの。
- 初回盤A/B・通常盤の3種類（それぞれDVD/Blu-rayが存在するため、計6種類）で発売。
- 2020年4月19日、YouTubeにて本作の本編映像[2]、特典映像（ツアードキュメント映像）が期間限定で配信された。

## 収録内容

### 本編映像
※Blu-ray盤ではDisc 1にまとめて収録。

#### Disc 1
1. Can't Get Enough
2. never
3. BEAT OF LIFE
4. SOUZO
5. HONEY BEAT
6. Beautiful World
7. Answer
8. Remember your love
9. Round & Round
10. 刹那的Night
11. COLORS
12. by your side
13. Believe Your Smile
14. 会って話を - 20th Century
15. 足跡
16. 太陽と月のこどもたち
17. DOMINO
18. Get Naked - Coming Century
19. SPARK
20. MANIAC
21. レッツゴー6匹
22. Medley
  1.  Sexy.Honey.Bunny!
  2. グッデイ!!
  3. 愛のMelody
  4. 本気がいっぱい
  5. MUSIC FOR THE PEOPLE
  6. 愛なんだ
23. ボク･空･キミ

#### Disc 2
Encore
1. The One
2. ハナヒラケ
3. WAになっておどろう

Encore2
1. Cloudy sky

Encore3
1. CHANGE THE WORLD

### 特典映像

#### 初回盤A
※Blu-ray盤ではDisc 2にまとめて収録。

##### Disc 2「全国ツアーいいとこどり集」
1. いじられリーダー
2. We love ひろし
3. いのっちの盛り盛りトーク
4. ツンデレ森田剛
5. V6大好き健ちゃん
6. ”変人”岡田の大暴れ

##### Disc 3
1. We are "The ONES" 完全密着ドキュメント

#### 初回盤B
※DVDではDisc 3、Blu-rayではDisc 2に収録。
1. 全国MC集
  1. 名古屋編
  2. 福岡編
  3. 大阪編
  4. 宮城編
  5. 札幌編
  6. 横浜編
  7. 静岡編
2. カミセンMC集
3. 長野生誕企画“博のイイところ45”！
4. シンクロするまでリハに戻れま6！

#### 通常盤「メンバーパーソナルエディット」
Disc 2
1. BEAT OF LIFE
2. Remember your love
3. 会って話を - 20th Century
4. Get Naked - Coming Century